# アブラヨタカ

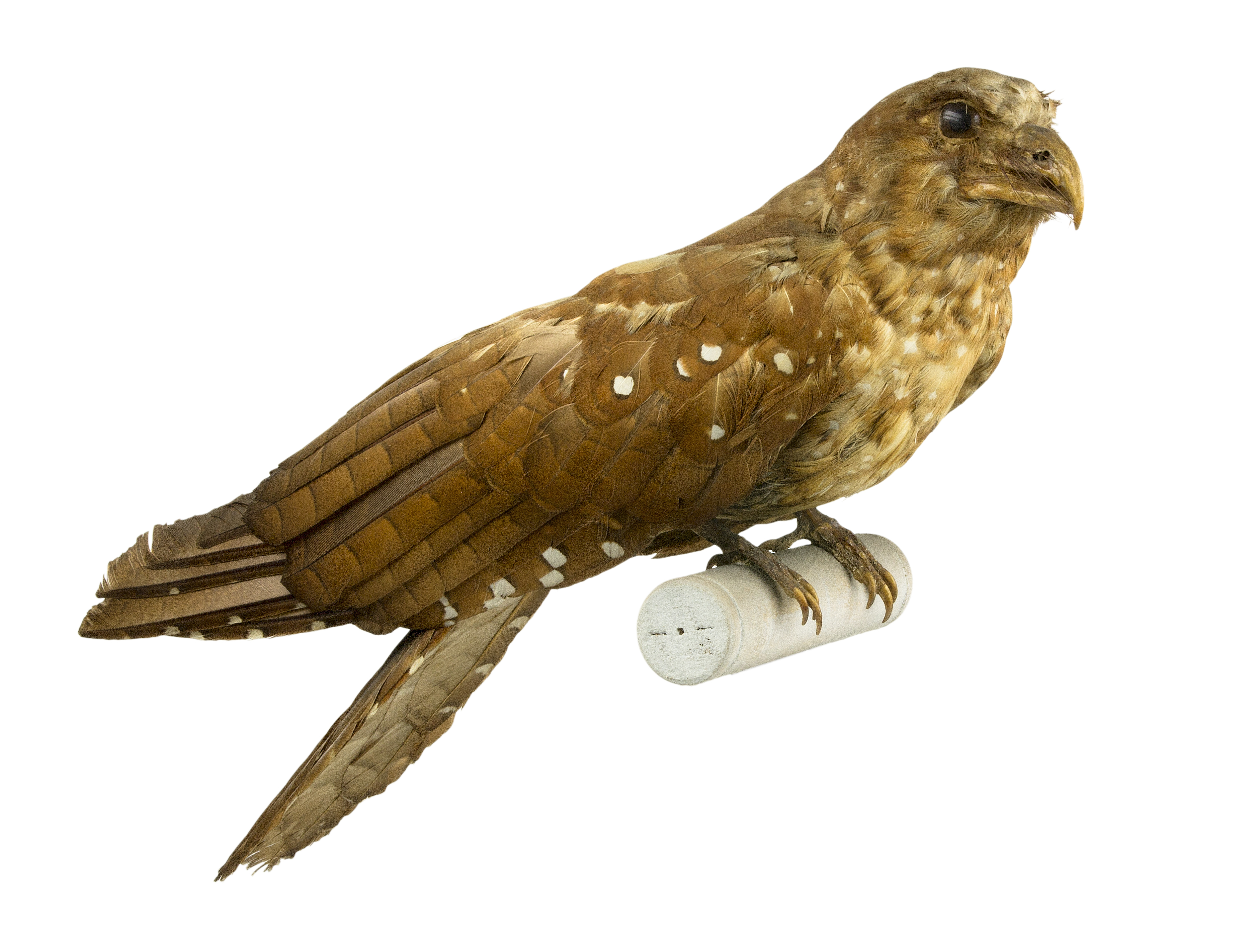
Steatornis caripensis

アブラヨタカ（油夜鷹・脂怪鷹、学名：Steatornis caripensis）は、ヨタカ目アブラヨタカ科に分類される鳥類の一種である。森林へ出て飛びながらヤシなど油分の多い果実をとる。ヤシなど油分の多い果実を食べる夜行性の鳥で、かつては太った雛を捕えて採油していたため、「油夜鷹」と命名された。

## 分布
南アメリカ北部（ペルー、エクアドル、コロンビア、ベネズエラ、ガイアナ、スリナム、フランス領ギアナ）とトリニダード島に分布する。迷鳥としてパナマ、コスタリカでも記録がある。

## 形態
全長約46 cmないし40 - 49 cmで、翼開長は約92 cm。翼は体に比べて長めで先端が尖っている。上嘴は鉤状に曲がっていて、付け根に沿って長い髭状の羽毛が生えている。脚は短いが爪は鋭い。
体の上面は茶色で、尾と翼には暗色の帯状の線が走る。頭部から尾までの全身によく目立つ白い斑が散らばっている。体の下面は上面に比べて淡い褐色である。

## 生態
山岳地帯の山腹にある洞穴や鍾乳洞、海岸の海蝕洞に生息する。夜行性で、日中は洞穴内で休息を取り、日没後餌を求めて外に出る。
夜行性の鳥類では唯一果実食で、もっぱらヤシ科、クスノキ科、カンラン科などの植物の果肉が脂質に富んだ果実を食べる。鋭い嘴で果実をちぎった後丸呑みにし、ねぐらに戻った後日中にゆっくり消化する。未消化の種子は巣の周囲に吐き出す。
洞穴内で集団で繁殖する。洞穴の岩棚の上に半消化の植物の繊維や食べかすなどを積み上げて巣を作る。同じ巣を毎年修復しながら利用する。繁殖期は通常1-5月の年1回だが、地域によっては年2回繁殖している。1腹2-4個の卵を産み、抱卵期間は約34日である。雌雄共同で抱卵する。雛は約120日で巣立ちする。

## 人間との関係
雛は成鳥よりも体重が重く太っており、原住民は雛を捕らえて煮詰めて油を絞り、照明用や調理用に利用していた。このことが英名Oilbirdの由来である。現在では多くの生息地で保護されており、この習慣はほとんど見られなくなった。
生息数は多いものの、生息地の環境破壊の影響が懸念されている。